# Мета Ворлд Пис
Мета Ворлд Пис (енгл. Metta World Peace; Квинс, 13. новембар 1979), раније Рон Артест (енгл. Ron Artest), бивши је амерички кошаркаш, а садашњи кошаркашки тренер. Играо је на позицији крила.

## NBA Каријера

### Чикаго Булси
Изабран је као 16. избор NBA драфта 1999. од стране Чикаго Булса. У првој сезони просечно је постизао 12 поена, 4,3 скока и 2,8 асистенција и изабран је у другу петорку најбољух новајлија. У дресу Булса одиграо је две и по сезоне, притом уписавши 175 наступа и просек од 12,5 поена и 4 скока по утакмици. По завршетку сезоне 2001/02. Артест је као део велике замене, мењан у Индијана Пејсерсе.

### Индијана
Након замене Артест је одиграо једну од најбољих сезона у каријери. У сезони 2003/04., просечно је постизао 18,3 поена, 5,7 скокова и 3,7 асистенција по утакмици. Изабран је на своју прву, и засад једину, Ол-Стар утакмицу те је и исте сезоне изабран за одбрамбеног играча године. 19. новембра 2004, током утакмице између Индијана Пејсерса и Детроит Пистонса, избила је једна од највећих туча у историји NBA лиге, у којој су учествовали и играчи и навијачи. Све је почело када је Артест тешко фаулирао Бена Валаса. Иако је утакмица већ била решена (Пејерси су водили 97:82), избило је нагуравање и Артест је отишао до записничког стола и легао. Ситуација се полагано смиривала, али је тада, љутити навијач Пистонса, Џон Грин, излио целу бочицу Кока-Коле у Артестово лице, притом га и ударивши. Испровоцирани Артест се супротставио и шаком ударио навијача, што је изазвало бурне рекације и почетак међусобних туча између навијача Пистонса и играча Пејсерса. Враћајући се на терен, Артеста је вербално испровоцирао један навијач Пистонса, те је овај узвратио ударцима у главу. Туча је након неког времена заустављена, а утакмица са само минутом до краја заустављена. Артестови саиграчи, Стивен Џексон и Џермејн О'Нил, заједно са Беном Воласом, суспендовани су дан након утакмице.
21. октобра управа NBA лиге објавила је да је Артест суспендован до краја сезоне (73 утакмице и плејоф), уз још осморицу играча (четворица Пејсерса и четворица Пистонса) чије су казне биле у распону од 1-30 утакмица неиграња. Након изречене казне, Артесту је одузета годишња плата у износу од 7.000.000 $. Почетком сезоне 2005/06. Артест је затражио замену и стављен је на списак неактивних играча. На такав наступ, реаговали су и играчи и управа који су изјавили да су „издани и разочарани“. 24. јануара 2006. појавила се незванична информација да ће бити урађена замена између Сакраменто Кингса и Индијане којом ће Артест отићи у Кингсе, а Предраг Стојаковић у Пејсерсе. Међутим Артест је извазвао негодовање око одласка у Сакраменто, које је касније демантовао изјавом да ће играти било где, без обзира на успешност клуба. Упркос свему, замена је ипак успешно обављена, па је Артест 25. јануара и званично постао члан Кингса.

### Сакраменто Кингс
Убрзо након замене, Артест се прилагодио систему играња и попунио празнину у одбрани. Међутим сви су се прибојавали његовог проблематичног понашања, које је он ипак одлучно демантовао и марљиво тренирао и одлично сарађивао са тренером Аделманом. Одмах по доласку, Артест је узео број 93 и помогао екипи да оствари низ од 14 победа, најдужи победнички низ сезоне. Кингси су остварили више од 50% победа и заузели 8. место на Западу. Бројне новине и часописи писали су о „новом и препорођеном“ Артесту, који је одвео своју екипу до плејофа. У првом кругу плејофа, Кингси су играли са Сан Антонио Спарсима. У другој утакмици, Артест је суспендован због ударања лактом, а Кингси су осим те утакмице, изгубили и у серији резултатом 4-2. Након плејофа, Артест је донирао целу годишњу плату једном од саиграча, само како би остао у редовима Кингса.

### Хјустон Рокетси
29. јула 2008. Артест је мењан у Хјустон Рокетсе, али је то службено објављено тек 14. августа. Јао Минг је позитивно реаговао на ту замену, а и Артест се такође обратио медијима. Рекао је како зна да су Рокетси Мингова и Мекгрејдијева екипа и да нема ништа против заузети место „трећег“ играча екипе. 30. октобра 2008. Артест је добио прву техничку грешку у дресу Рокетса, иако је спречавао сукоб између Минга и Џоша Хауарда. 30. априла 2009. Рокетси су по прв пута у 11 сезона прошли у други круг плејофа. Наиме у првом кругу срели су се са Портланд Трејлблејзерсима које су са лакоћом сваладали резултатом 4-2. У другом кругу Рокетси су се срели са Лос Анђелес Лејкерсима где је 6. маја у другој утакмици серије искључен из игре због препирања са Кобијем Брајантом и судијама. Наиме Артест се жалио како је добио ударац лактом где је по његовом мишљењу за то требало да буде досуђен прекршај. У идућој трећој утакмици серије, Артест је поново искључен из игре након жестоког прекршаја на Гасолу, који је у тренутку прекршаја покушао закуцати.

### Лос Анђелес Лејкерс
У јулу 2009. Артест је, као слободан играч, потписао петогодишњи уговор вредан 33 милиона долара са Лос Анђелес Лејкерсима. Након потписивања уговора, Артест је узео број 37, по његовим рјечима у част Мајкла Џексона чији је албум  ; Thriller заузимао прво место на лествицама 37 недеља заредом. У петој утакмици финала Западне конференције, против Финикс Санса, Артест је постигао победнички кош са звуком сирене. У шестој утакмици серије, Артест је постигао 25 поена па је том победом обезбедио Лејкерсима још један наступ у NBA финалу. Уједно то је Артестов први наступ у финалу у дугогодишњој каријери. У драматичном финалу, Лејкерси су свладали Бостон Селтиксе резултатом 4-3 и тако освојили своју 16. NBA титулу.

## Успеси

### Клупски
- Лос Анђелес лејкерси:
  - НБА (1): 2009/10.

### Појединачни
- НБА Ол-стар меч (1): 2004.
- Идеални тим НБА - трећа постава (1): 2003/04.
- Одбрамбени играч године НБА (1): 2003/04.
- Идеални одбрамбени тим НБА - прва постава (2): 2003/04, 2005/06.
- Идеални одбрамбени тим НБА - друга постава (2): 2002/03, 2008/09.
- Идеални тим новајлија НБА - друга постава: 1999/00.